# Kanton Boulogne-sur-Mer-Nord-Est
Kanton Boulogne-sur-Mer-Nord-Est (francouzsky Canton de Boulogne-sur-Mer-Nord-Est) byl francouzský kanton v departementu Pas-de-Calais v regionu Nord-Pas-de-Calais. Tvořilo ho pět obcí. Zrušen byl po reformě kantonů 2014.

## Obce kantonu
- Boulogne-sur-Mer (severovýchodní část)
- Conteville-lès-Boulogne
- Pernes-lès-Boulogne
- Pittefaux
- Wimille